# Данилов Семен Петрович
Семе́н Петро́вич Дани́лов (якут. Сэмэн Данилов; нар. 20 жовтня 1917, Митахський насліг — пом. 27 листопада 1978, Якутськ) — якутський поет, перекладач, громадський і культурний діяч; член Спілки письменників СРСР з 1949 року. Брат письменника Софрона Петровича Данилова.

## Біографія
Народився 7 [20] жовтня 1917 року в Митахському наслізі Західно-Кангаласького улусу Якутської області (тепер Гірський улус, Республіка Саха, РФ). Працював учителем у пункті лікнепу, бригадиром у колгоспі, секретарем народного суду, інструктором райкому ВЛКСМ.
1945 року закінчив Якутський педагогічний інститут. Працював учителем, викладав історію якутської літератури в Якутському педагогічному інституті. Працював в журналі «Хотугу Сулус» («Полярна Зірка»). 1957 року закінчив Вищі літературні курси при Літературному інституті у Москві. Член КПРС з 1961 року.
Протягом 1961–1978 років очолював Спілку письменників Якутії. Був депутатом і членом Президії Верховної Ради Якутської АРСР, членом Якутського обкому КПРС, секретарем правління Спілки письменників РРФСР, членом правління Спілки письменників СРСР, членом Комітету солідарності письменників країн Азії і Африки, делегатом XXIV з'їзду КПРС.
Помер в Якутську 27 листопада 1978 року. Похований в Якутську.

## Творчість
Друкуватися почав з 1937 року. Перша книга — «Кэпсээннэр» («Оповідання»), вийшла у 1945 році. Автор збірок віршів і поем:
- «Мин дойдум» («Моя Батьківщина», 1949);
- «Аймах дьонум» («Мої рідні», 1954);
- «Зорі студеного краю» (1957);
- «Эйэлээх куорат» («Мирне місто», 1958);
- «Хоһуун таптала» («Кохання сміливця», 1959);
- «Щастя орла» (1961);
- «Доҕор хоһуун сүрэҕэ» («Відважне серце друга», 1962);
- «Ырыаһыт доҕоттор» («Друзі-поети», 1963);
- «Күн таммаҕа» («Бризки сонця», 1964);
- «Алаас сулустара» («Зірки аласу», 1965);
- «Хоһооннор, поэмалар» («Вірші та поеми», 1967);
- «Місячний лось» (1967);
- «Киһи барахсан» («Горда людина», 1968);
- «Білийкінь Манчари» (1969);
- «Саҥа күн» («Новий день», 1971);
- «Звучання тайги» (1972);
- «Мин аргыстарым» («Мої супутники», 1975);
- «Голоси землі» (1977);
- «Снігова музика хомусу» (1979);
- «Мин Хотугу сулус» («Моя Полярна зірка», 1980).

Для дітей написав поетичні збірки:
- «Кыраһа суруга» («Листи в порошу», 1955);
- «Дьол соноро» («Пошуки щастя», 1959);
- «Сээркээн Сэһэн» («Сееркеен Сесен», 1964);
- «Муҥхааллар мунньахтара» («Зібрання пустунів», 1968).

Переклав на якутський мову низку творів Олександра Пушкіна, Михайла Лермонтова, Івана Крилова, Максима Горького, Аркадія Гайдара, Адама Міцкевича. Із Тараса Шевченка переклав «Думи мої, думи мої», «Та не дай, Господи, нікому» (обидві опубліковані у газеті «Кыым» / «Іскра», 10 березня 1951), «Не женися на багатій», «Навгороді коло броду…», «І широкую долину», «Утоптала стежечку», «Заросли шляхи тернами», «Молитва» (усі опубліковані у збірці вибраних творів «Талыллыбыт айымньылар», 1951), «Муза», «Пророк». Про життя і творчість Тараса Шевченка написав статтю «Поэт уонна революционер» («Поет і революціонер») // «Кыым», 10 березня 1961 («Поет і революціонер» // «Літературна Україна», 10 жовтня 1967). Переклав також окремі твори Лесі Українки, Павла Тичини, Миколи Нагнибіди, Любомира Дмитерка, Петра Дорошка, Андрія Малишка та інших (опубліковані у книзі «Украина суруйааччылара» / «Письменники України», 1954). Якутсько-українські літературні зв'язки висвітлив у статті «Поет поетові — кунак» («Літературна Україна», 10 жовтня 1967).
Публікувався в журналах «Дружба народов», «Молодой коммунист», «Наш современник», «Москва», «Огонёк», «Смена», «Волга», «Сибирские огни», «Дальний Восток», «Полярная Звезда», «Памир» та інших.
Досліджував і пропагував твори зачинателів якутської літератури (Олексія Кулаковського, Миколи Неустроєва, Платона Ойунського і інших). Вивчав якутський фольклор.
Твори поета перекладені багатьма мовами народів СРСР, а також англійською, монгольською, німецькою, французькою, японською та іншими мовами; видані більш ніж в 20 країнах. Українською мовою перекладали Петро Дорошко, Леонід Горлач, Володимир Лучук, Микола Шаповал.

## Відзнаки
- Нагороджений орденами:
  - Жовтневої Революції;
  - Трудового Червоного Прапора (18 березня 1967);
- Народний поет Якутії;
- Державна премія РРФСР імені Максима Горького (1971; за книги віршів «Біла ніч» і «Білий кінь Манчари»);
- Заслужений діяч культури Польщі (1977)[2].

## Пам'ять
- У Якутську є вулиця Семена Данилова;
- Його ім'я присвоєне Бердігестяхській середній школі;
- У Митахському наслізі Гірського улусу відкритий літературний музей народних письменників братів Семена і Софрона Данилових[2].